# HMS Ajax (1912)
O HMS Ajax foi um couraçado operado pela Marinha Real Britânica e a terceira embarcação da Classe King George V, depois do HMS King George V e HMS Centurion, e seguido pelo HMS Audacious. Sua construção começou em fevereiro de 1911 na Scotts Shipbuilding e foi lançado ao mar em março de 1912, sendo comissionado em outubro do ano seguinte. Era armado com uma bateria principal de dez canhões de 343 milímetros em cinco torres de artilharia duplas, tinha um deslocamento de mais de 27 mil toneladas e alcançava uma velocidade máxima de 21 nós.
O Ajax teve uma carreira tranquila em tempos de paz. Ele integrou a Grande Frota durante a Primeira Guerra Mundial, passando a maior parte de seus primeiros anos realizando patrulhas pelo Mar do Norte. Ele participou da Batalha da Jutlândia em maio e junho de 1916, porém praticamente não teve oportunidades de enfrentar o inimigo e disparou apenas dois salvos no decorrer de toda a batalha. A embarcação não entrou mais em ação depois disso e passou o restante do conflito novamente em patrulhas, resultado de estratégias navais mais cautelosas.
O navio foi transferido para a Frota do Mediterrâneo logo após o final da guerra, operando na região do Império Otomano e do Mar Negro. Ele participou da intervenção dos Aliados na Guerra Civil Russa entre 1919 e 1920, incluindo na evacuação da cidade e Odessa e no bombardeio de forças bolcheviques. O Ajax voltou para casa no início de 1924, sendo descomissionado logo em seguida e colocado na reserva. Permaneceu inativo até ser descartado em outubro de 1926 para cumprir as limitações do Tratado Naval de Washington, sendo desmontado no ano seguinte.